# Walerij Kleszniow
Walerij Władimirowicz Kleszniow (ros. Валерий Владимирович Клешнёв; ur. 15 października 1958 w Leningradzie) – rosyjski wioślarz reprezentujący ZSRR, srebrny medalista olimpijski i brązowy medalista mistrzostw świata.

## Kariera
W 1975 zwyciężył w czwórkach podwójnych na mistrzostwach świata juniorów w Montrealu.
Wystąpił na igrzyskach olimpijskich w Moskwie w 1980, gdzie osada ZSRR w składzie: Jurij Szapoczka, Jewgienij Barbakow, Walerij Kleszniow i Mykoła Dowhań zdobyła srebrny medal. W finale o 1,66 sekundy przegrali z osadą NRD, a o 0,91 sekundy wyprzedzili Bułgarię. Był to jego jedyny start olimpijski.
W tej samej konkurencji razem z Wiktorem Rudakowiczem, Władimirem Kołdyszkinem i Aleksandrem Zdrawomysłowem zdobył brązowy medal na mistrzostwach świata w Lucernie (1982). 
Czterokrotnie zdobywał mistrzostwo ZSRR: w jedynkach w latach 1977 i 1978, w czwórkach podwójnych w 1982 i w dwójkach podwójnych w 1985. Ukończył studia pedagogiczne na Narodowym Państwowym Uniwersytecie Wychowania Fizycznego, Sportu i Zdrowia im. Lesgafta w Leningradzie. Po zakończeniu kariery został trenerem wioślarstwa. Po rozpadzie ZSRR wyjechał do Australii, pracował także w Anglii.
Odznaczony Medalem „Za pracowniczą dzielność”.